# Вулф (река, Аксель-Хейберг)
Вулф (англ. Wolf River) — небольшой водоток на острове Аксель-Хейберг в регионе Кикиктани, Нунавут, Канада. Впадает в Северный Ледовитый океан.
Расположен в центральной части острова, берёт начало в ледниках на склонах гор, течёт на юг и впадает во фьорд Экспедиции неподалёку от устья реки Экспедиции. Фьорд Экспедиции соединяется с Северным Ледовитым океаном через залив Стрэнд и пролив Свердруп.
По данным 60-х годов, бассейн водотока имел площадь 21 км², ограничен горами Блэк-Краун (1320 м), Вулф (1100 м) и другими. Перепад высот 800 метров, на юго-западе бассейна преобладали пологие склоны и осыпи, а северная часть была сильно изрезана.